# Sergio Gutiérrez Negrón
Sergio Gutiérrez Negrón (Caguas, 14 de septiembre de 1986) es narrador, columnista, ensayista, investigador y profesor de literatura en Oberlin College. Ha escrito tres novelas, Palacio, Dicen que los dormidos y Los días hábiles (2020) En 2015 fue mencionado en la Feria Internacional del Libro de Guadalajara como uno de los autores jóvenes más destacados de Latinoamérica y dos años después fue incluido en la lista Bogotá39.

## Biografía
Gutiérrez Negrón nació en Caguas, Puerto Rico, en 1986. Estudió en la Universidad de Puerto Rico, Río Piedras. Más tarde se mudó a Atlanta para realizar un doctorado en la Universidad Emory. Actualmente es docente del Departamento de Estudios Hispánicos en el Oberlin College. Radica en los Estados Unidos y publica en Puerto Rico, cuyos público lector y crítica han acogido su obra.

## Obra

#### Novela
- Dicen que los dormidos (2013/2014/2017), ganador premio novela, Instituto de Cultura Puertorriqueña (2012).[5]
- Palacio (2011; 2a ed. 2014), finalista premio novela, PEN Club de Puerto Rico (2011).[6]
- Los días hábiles (Planeta, 2020).

#### Cuento
- Preciosos perdedores (2019)

#### Columnas
- Columna mensual, Buscapié de El Nuevo Día.

## Reconocimientos
- Finalista premio novela, PEN Club-Puerto Rico.
- Premio Nacional de Novela del Instituto de Cultura Puertorriqueña.
- Premio Nuevas Voces, Festival de la Palabra (2015).
- Listado en Latinoamérica Viva, Feria Internacional del Libro de Guadalajara.
- Seleccionado por el Hay Festival como parte de Bogotá39 (2017).